# Војни адвокати (9. сезона)
Девета сезона серије Војни адвокати је емитована од 26. септембра 2003. године до 21. маја 2004. године и броји 23 епизоде.

## Опис
Џон М. Џексон је напустио главну поставу на крају сезоне.

## Улоге

### Главне
- Дејвид Џејмс Елиот као Хармон Раб мл.
- Кетрин Бел као Сара Макензи
- Патрик Лаборто као Бад Робертс
- Џон М. Џекосн као Алберт Џетро Чегвиден

### Епизодне
- Скот Лоренс као Питер Тарнер (Епизоде 2, 4-8, 11, 13, 16-20, 22-23)
- Зои Меклилан као Џенифер Коутс (Епизоде 2-3, 6-7, 9-20, 22-23)

## Епизоде
| Бр. у серији | Бр. у сезони | Наслов                    | Редитељ            | Сценариста               | Премијерно емитовање |
| --- | ------------ | ------------------------- | ------------------ | ------------------------ | -------------------- |
| 183 | 1            | Запетљани Веб (2. део)    | Бредфорд Меј       | Стивен Зито              | 26. септембар 2003.  |
| Харм и Мек морају да побегну гониоцима који хоће да их побију док сређују своја осећања. Гани Галиндез мора да пребаци повређеног Веба у болницу пре него што умре. |              |                           |                    |                          |                      |
| 184 | 2            | Честе промене             | Џинот Шварц        | Дејна Коен               | 3. октобар 2003.     |
| Харм се враћа у Вашингтон и проналази адмирала како се сређује оставку. Харм посећује Веба у болници и узима посао летача за ЦИА-у. Војна подофицирка за коју се веровало да је погинула у заливском рату се појављује удата за Бедуина и бива оптужена за дезертерство, пребегивање непријатељу, и издају због прихватања Садамовог режима против америчких трупа. |              |                           |                    |                          |                      |
| 185 | 3            | Тајни агент, човече       | Бредфорд Меј       | Дарси Мајерс             | 10. октобар 2003.    |
| Харма је мобилисала ЦИА и његов први задатак је да баци одашиљач у Филипине, али он и његов партнер завршавају као теренски агенти који покушавају да спрече противамеричко бомбардовање. Мајки Робертс тражи савет од Мек кад је позван да сведочи на саслушању о кодексу части. Бад и Харијет су направили прославу поводом рођења сина. |              |                           |                    |                          |                      |
| 186 | 4            | Онај који је отишао       | Кенет Џонсон       | Томас Л. Моран           | 17. октобар 2003.    |
| Док је спроводио летачку проверу у огледном авиону "Аурора", Харм и његов копилот морају изненада на мисију у Северну Кореју. Мек се суочава са војником који је дозволио 10-огодишњем Ирачанину да пређе боребену зону несметано што је довело до тога да дечак обавести ирачке борце о положају војника што је довело до смрти двојице војника. |              |                           |                    |                          |                      |
| 187 | 5            | Обарање                   | Денис Смит         | Мет Витен                | 24. октобар 2003.    |
| Мек је добила задатак да брани војника оптуженог за сарадњу са Ал-Каидом након што је прешао у ислам што је довело до расправе на суду са Тарнером јер Старџис нема никаквих проблема са морнаревом (наводном) кривицом и пошто је доживотна робија тражена преко стране владе која мучи осумљичене. Хармова мисија да извуче агента из Либије креће низбрдо кад човек хоће да му се и породица евакуише исто, па он покушава немогуће слетањем Херкула Ц-130 на брод Морски соко што је изгледа једино сигурно слетиште. Након што је успешно слетео Ц-130 на Морски соко, Харм је приказан на ЗНН-у што му угрожава каријеру у ЦИА-и.                                                                           |              |                           |                    |                          |                      |
| 188 | 6            | Поново у седлу            | Кенет Џонсон       | Стивен Зито              | 31. октобар 2003.    |
| Отпуштен из ЦИА-е (након што је виђен на телевизији у епизоди "Обарање"), Харм се запошљава као запрашивач. Он упознаје Мети, 14-огодишњакињу и власника и оператера "Времена авијације". Мек и Бад су изненађени када је бивша сарадниаца, која се вратила у САГ као Хармова замена, открила да су јој дипломе лажне. Адмирал тражи од СЕКМОР-а да врати Харму положај због масивног проблема који је створило пад командирке Керолин Имс на адвокатском испиту и пошто морају поново да прегледају њене раније случајеве. |              |                           |                    |                          |                      |
| 189 | 7            | Непријатна блискост       | Бредфорд Меј       | Дејна Коен               | 7. новембар 2003.    |
| Старѕис мора да истражи догађај у коме је 10 Корејаца спасила амеирчка подморница кад је брод почео да им тоне док се суочава са бесним корејско-америчким официром и могућим сломом. Харм помаже ветерану који је био део искуства Великог језера. |              |                           |                    |                          |                      |
| 190 | 8            | Мобилизација              | Стивен Крег        | Пол Левин                | 14. новембар 2003.   |
| Харм и Мек истражују војног АХ-1 Супер Кобра хеликоптерског пилота који је интервенисао у локалној талачкој ситуацији и пуцао на грађане по закону потере. Бад помаже војном физијатру резервисти који тврди да због веровања свог Пријатеља не може да остане у служби. |              |                           |                    |                          |                      |
| 191 | 9            | Похвала                   | Бредфорд Меј       | Мет Витен                | 21. новембар 2003.   |
| Мек истражује када је војник оптужен за учествовање у убиству ирачког затвореника. Харм и адмирал сведоче када је војни бацач ударио морнаричког хватача у току утакмице бејзбола што је довело до тога да бацач буде оптужен за напад. |              |                           |                    |                          |                      |
| 192 | 10           | Откуцај срца              | Левар Бартон       | Дарси Мајерс             | 2. децембар 2003.    |
| Када је морнар погинуо док је поправљао радар, Харм и Мек морају да утврде да ли је његова смрт несрећа. |              |                           |                    |                          |                      |
| 193 | 11           | Срећан мали Божић         | Бредфорд Меј       | Стивен Зито              | 12. децембар 2003.   |
| Хармови покушаји да постане Метијн законски старатељ (девојчица из епизоде "Поново у седлу") се компликују због његовог стања самца и животног стила. Тарнер проналази нову девојку у облику вокала из ОСС-а. Симсова успева да заврши свој ОГИ задатак. Адмирал има проблема са поклоном за своју девојку за Божић, али Коустова успева да помогне. Након Божићне прославе код Тарнера, Мек одводи Харма и Мети до Вијетнамсог зида након увераавања Метиног оца да допусти да јој Харм буде правни старатељ. |              |                           |                    |                          |                      |
| 194 | 12           | Девојчин најбољи пријатељ | Џејмс Кич          | Дарси Мајерс             | 9. јануар 2004.      |
| Адмиралова истрага о Мередитином дијамантском вереничком прстену води до међународне операције кријумчарења око крвавих дијаманата док Харм покушава да добије Мети пуноправно и изнајмљује стан за Мети и Коустову. Адмирала истрага одводи до Војне лабораторије и до поручника који дијаманте прављене у лабораторији кријумчари на црно тржиште. Мередит је преварила адмирала са сарадником професором из Италије. |              |                           |                    |                          |                      |
| 195 | 13           | Добре намере              | Мајкл Фреско       | Томас Л. Моран           | 16. јануар 2004.     |
| Мек мора да брани подофирица оптуженог за убиство официрке, али човек се не сећа дотичне ноћи, док МВК-овац који је купио нервни гас тражи Бадову помоћ да би избегао затвор. |              |                           |                    |                          |                      |
| 196 | 14           | Држава против СЕКМОР-а    | Денис Смит         | Лари Московиц            | 6. фебруар 2004.     |
| Када су неки Ирачани изгинули у бомбардовању које је спровела америчка ескадрила која је полетела са брода Ентерпрајз, секретар морнарице Едвард Шефилд се слаже, у прорачунатом политичком потезу, да га изведу пред суд за ратне злочине у Хагу и хоће најбољег адвоката, а САГ нема намеру да га брани у страној земљи. Догађај око дадиљања ствара прорез између Бада и његовог брата Мајкија. |              |                           |                    |                          |                      |
| 197 | 15           | Судар                     | Бредфорд Меј       | Мет Витен                | 13. фебруар 2004.    |
| Несрећа на носачу авиона изгледа као да је пилотско самоубиство, а Харм и Мек се расправљају када Мек хоће да тужи пилотовог надређеног. |              |                           |                    |                          |                      |
| 198 | 16           | Парсијски залив           | Кенет Џонсон       | Филип Дегир мл.          | 20. фебруар 2004.    |
| Терориста који је држао заробљене Мек и Веба у Парагвају се вратио, а Мек мора да утврди шта он хоће од ње. Харм претрпљује привремено глувило кад му је батерија из кола експлодирала близу лица због Сакида Фада. Након борбе један на један, Мек је упуцала Садика пре него што је стигао да уништи један амерички ноћни клуб. |              |                           |                    |                          |                      |
| 199 | 17           | Поднеси мушки             | Дејвид Џејмс Елиот | Дарси Мајерс             | 27. фебруар 2004.    |
| Бивши војник је оптужен за крађу након што је узео незаслужену Сребрну звезду из Панаме 1989. године. последице Мекиног убиства Садика Фада (из епизоде "Персијски залив") утичу на њену способност да ради на случају украдене награде. Мети наставља да ради око својих осећања према оцу. |              |                           |                    |                          |                      |
| 200 | 18           | Шта ако?                  | Кент Џонсон        | Стивен Зито и Дон Макгил | 12. март 2004.       |
| Док екипа САГ-а прославље унапређење Коустове у подофицира I класе, Харм и Мек се понашају као да се разводе, адмирал као да је тужилац, а Бад продавац, Старџис као управник своје веренице Варес, Коустова се вратила својим навикама кувара, а Харијет је добар, али усамљен социјалиста. |              |                           |                    |                          |                      |
| 201 | 19           | Тешко време               | Бредфорд Меј       | Дејна Коен               | 2. април 2004.       |
| Мек има пуне рука посла кад је добила задатак да чува војну затвореницу (која има сваки стереотип "бесне црнкиње") након што је критиковала војника који су првобитно добили тај задатак. Војни виши наредник који је добио ХИВ након трансфузије крви у Африци тражи помоћ након што га је открио његов командир. Адмирал раскида веридбу са Мередит. |              |                           |                    |                          |                      |
| 202 | 20           | Борбене речи              | Џинот Шварц        | Мет Витен                | 30. април 2004.      |
| Харм и Мек започињу борбу око војног генерала који прича о рату против терора и изјдначава ислам са сатанизмом, а Старџис мора да реши притужбу против-корејског утицаја против њега из епизоде "Непријатна блискост". Бад успешно одбија жалбу против командира Тарнера и враћа ниво пријатељства и стручног поверења које је изгубио у ранијим случајевима. |              |                           |                    |                          |                      |
| 203 | 21           | Долазак кући              | Бредфорд Меј       | Стивен Зито              | 7. мај 2004.         |
| Харм помаже жени чији је син погину о у Ираку док Мек и Бад истражују зашто панцири који ус дати војницима нису успели да их заштите. |              |                           |                    |                          |                      |
| 204 | 22           | Тројански коњ             | Питер Елис         | Дарси Мајерс             | 14. мај 2004.        |
| Када је кило хероина заробљено током МВК-овачке операције нестало, Харм и Мек морају да утврде где је нестало. Интрига је повећана присуством агента МИ6 Сајмона Тенвира. Бад брани војника која је победио на такмичењу Амерички идол. |              |                           |                    |                          |                      |
| 205 | 23           | Пад и одлазак (1. део)    | Денис Смит         | Дејна Коен               | 21. мај 2004.        |
| Харијет је добила похвалу за свој рад у ОСС-у и најављује да носи близанце и да напушта САГ. Командир арнер одлази на море да истражи смрт 6 људи, а један од њих је Веб. Адмирал најављује своју пензију у САГ-у. Мек одлази на лапароскопију, а вести нису добре (појединости нису објављене до епизоде "Четворопроцентно решење"). Харм открива да Метин отац није био пијан кад јој је мајка умрла и мора да је пусти да живи са њим. Харм и Мек су отишли са адмиралом Чегвиденом на вечеру и разговарају о свом односу и како их је пакт који су склопили пре 5 година задужио. Адмиралов последњи чин као официра је био унапређивање Бада у поручника-командира. Последња појава Алберта Џетра Чегвидена. |              |                           |                    |                          |                      |